# Cedenol
De Cedenol is een Franse kaas die gemaakt wordt in Vabre-Tizac in de Aveyron.
De kazen zijn allemaal gemaakt van de volle, rauwe melk, en zijn alleen in de omgeving van Vabre-Tizac te vinden. De kaas wordt gemaakt door één familie, de familie Fabre, die dit al generaties lang in dezelfde oplaats doet. De familie verzorgt het totale traject: niet alleen het kaasmaken, maar ook de boerderij en de verkoop (op de markt van Villefranche-de-Rouergue).
Kazen die geproduceerd worden:
- petit cedenol
een klein rond kaasje, zo’n 75 gram, met een verrassend op geitenkaas lijkende smaak.
- cedenol
vergelijkbaar met de petit cedenol, maar zo’n 250 gram, en een wat steviger smaak.
- tomme de vache
een pittige, wat langer gerijpte kaas met veel kleine gaatjes er in en een natuurlijke korst.